# 安德烈·戈盧別夫
安德烈·戈盧別夫（羅馬化：Andrey Golubev，1987年7月22日—），哈萨克斯坦職業網球運動員。於2005年轉為職業選手，2005-2007年主要參加未來賽與挑戰賽，2010年7月在德國公開賽奪得第1座ATP單打冠軍。

## 職業生涯

### 2005-2007年
在這段期期，戈盧別夫主要參加挑戰賽與未來賽。

### 2008年
美國網球公開賽，戈盧別夫在會外賽第三輪淘汰出局，不過由於胡安·卡洛斯·費雷羅退賽，而作為幸運輸球者進入會內賽，而首次參加大滿貫會內賽，第二輪敗給第7種子大卫·纳尔班迪安。
聖彼得堡公開賽，戈盧別夫首次打進ATP巡迴賽決賽，雖然被剛在美國網球公開賽闖入決賽的英國新星安迪·穆雷以6-1, 6-1橫掃，不過仍創出最佳成績。

### 2010年
澳洲網球公開賽，第一輪擊敗马尔迪·菲什，不過第二輪卻遭到克羅埃西亞老將伊万·柳比契奇淘汰出局。
法國網球公開賽、女王盃、溫布頓網球錦標賽，戈盧別夫皆第一輪便遭到淘汰出局。瑞典公開賽，第二輪便遭到西班牙老將托米·羅布雷多淘汰出局。隔週德國公開賽，十六強以6-4, 6-4擊敗世界第六與衛冕冠軍尼古莱·达维登科晉級，八強以6-4, 6-1擊敗丹尼斯·伊斯托明晉級，四強以7-6, 6-4擊敗地主球員佛羅里恩·梅爾晉級，決賽以6-3, 7-5擊敗于爾根·梅爾策，以不失一盤的狀態奪得職業生涯第1座ATP單打冠軍不失一盤，也為第一位哈薩克球員奪得ATP巡迴賽冠軍，他的世界排名由82上升至36。
馬來西亞網球公開賽，戈盧別夫以8號種子參賽，擊敗頭號種子與法網亞軍羅賓·索德靈與5號種子大衛·費雷爾晉級決賽，雖然在決賽先赢一盤搶七局，不過接著連失二盤，以7-67, 2-6, 63-7敗給俄羅斯球員米哈伊爾·尤日尼，不過他的世界排名仍創新高上升至33。

## ATP巡迴賽

### 單打

#### 冠軍
| 賽事類別                                      |
| 大滿貫賽事 (0次冠軍)                          |
| ATP年終賽（大師盃）/ 世界巡迴總決賽 (0次冠軍) |
| ATP大師系列賽/ 世界巡迴大師賽 1000 (0次冠軍)  |
| ATP黃金國際巡迴賽/ 世界巡迴賽 500 (1次冠軍)   |
| ATP國際巡迴賽/ 世界巡迴賽 250 (0次冠軍)       |

| 依場地分類   |
| 硬地 (0)     |
| 紅土 (1)     |
| 草地 (0)     |
| 室內地毯 (0) |

| 次數 | 日期          | 賽事     | 場地 | 決賽對手      | 決賽比分 |
| 1.   | 2010年7月25日 | 德國漢堡 | 紅土 | 于爾根·梅爾策 | 6-3、7-5 |

#### 亞軍
| 賽事類別                                      |
| 大滿貫賽事 (0次亞軍)                          |
| ATP年終賽（大師盃）/ 世界巡迴總決賽 (0次亞軍) |
| ATP大師系列賽/ 世界巡迴大師賽 1000 (0次亞軍)  |
| ATP黃金國際巡迴賽/ 世界巡迴賽 500 (0次亞軍)   |
| ATP國際巡迴賽/ 世界巡迴賽 250 (2次亞軍)       |

| 依場地分類   |
| 硬地 (2)     |
| 紅土 (0)     |
| 草地 (0)     |
| 室內地毯 (0) |

| 次數 | 日期           | 賽事           | 場地     | 決賽對手        | 決賽比分        |
| 1.   | 2008年10月26日 | 俄羅斯聖彼得堡 | 硬地     | 安迪·穆雷       | 6-1, 6-1        |
| 2.   | 2010年10月3日  | 馬來西亞吉隆坡 | 室內硬地 | 米哈伊爾·尤日尼 | 62-7, 6-2, 7-63 |

## 外部連結
- 安德烈·戈盧別夫（英文/西班牙文）的官方資料
- 安德烈·戈盧別夫的國際網球總會 職業／青少年 官方資料（英文）
- 安德烈·戈盧別夫的官方資料（英文）